# Erwin Jaeckle

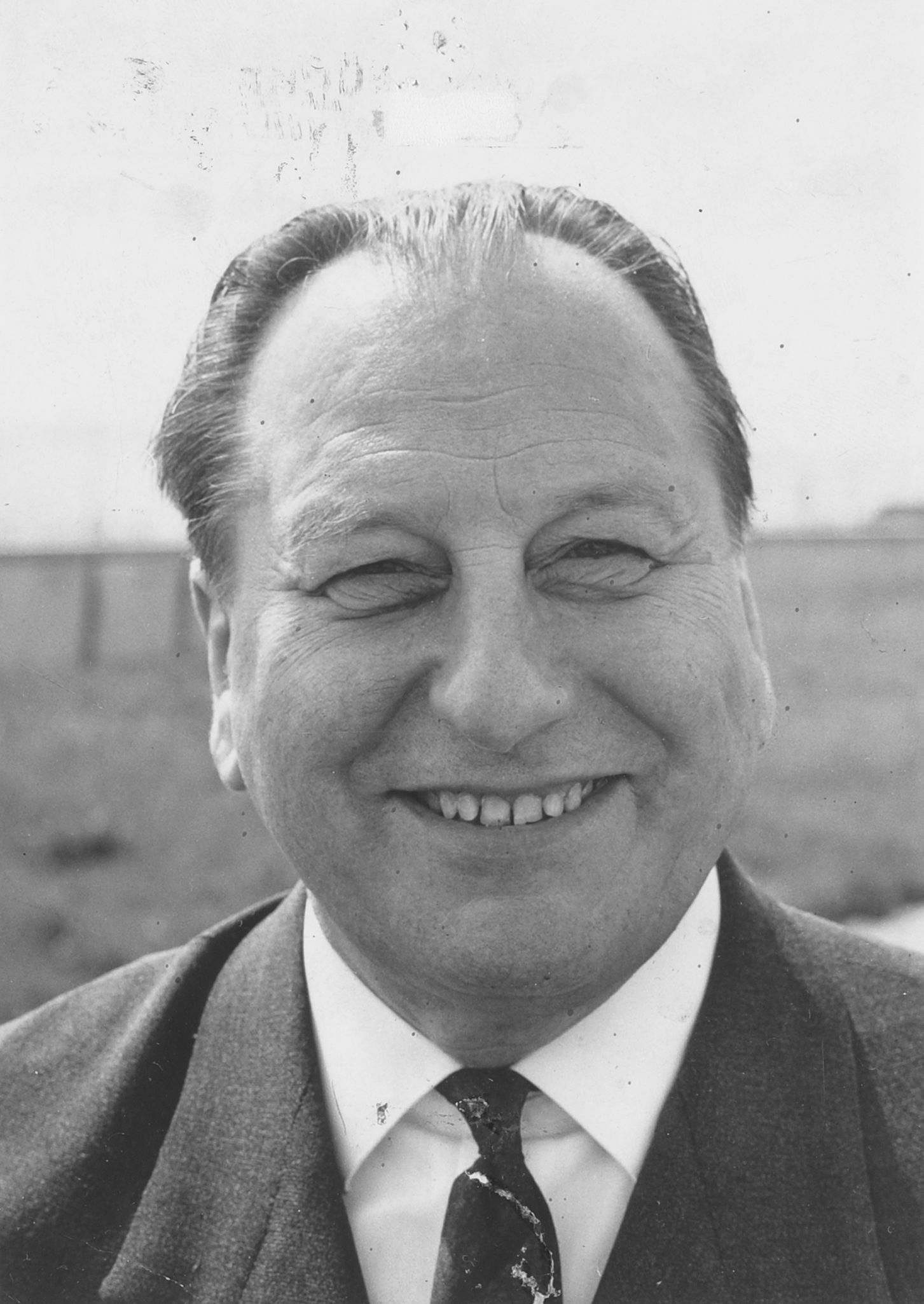
Erwin Jaeckle, undatiert

Erwin Jaeckle (* 12. August 1909 in Zürich; † 2. Oktober 1997 ebenda) war ein Schweizer Schriftsteller, Journalist und Politiker (LdU).

## Leben
Jaeckle war protestantisch, besuchte ein Gymnasium und ein Evangelisches Lehrerseminar in Zürich. Er studierte an verschiedenen Universitäten Germanistik und Philosophie und wurde 1937 an der Universität Zürich mit einer Arbeit über Rudolf Pannwitz zum Dr. phil. promoviert. Er arbeitete zunächst als Lektor beim Atlantis Verlag in der Schweiz und im Ausland und heiratete 1941 Anna Treadwell. Ab 1943 war er Chefredaktor der Tageszeitung Die Tat, eine Funktion, die er 1971 abgab, dazu von 1962 bis 1977 Schriftleiter der Kulturbeilage Literarische Tat. Er gehörte zum Kern der Zürcher «Freitagsrunde» – einem von 1942 bis 1965 bestehenden Literaturzirkel –, zusammen mit Ernst Howald, Eduard Korrodi, Walther Meier, Max Rychner und Emil Staiger.
1937 wurde er Mitglied beim neu gegründeten Landesring der Unabhängigen, für den er von 1942 bis 1950 im Gemeinderat der Stadt Zürich (1944/1945 als dessen Präsident) und von 1947 bis 1962 Mitglied im Nationalrat war.

## Auszeichnungen und Ehrungen
- 1958 Conrad-Ferdinand-Meyer-Preis für Lyrik
- 1974 Literaturpreis der Stadt Zürich
- 1977 Bodensee-Literaturpreis der Stadt Überlingen
- 1985 Paracelsusring der Stadt Villach
- 1985 Kogge-Literaturpreis der Stadt Minden
- Mitgliedschaft im PEN-Club
- Mitgliedschaft in der Paracelsus-Gesellschaft
- Ritter des Militär- und Spitalordens St. Lazarus von Jerusalem
- 1986 Mozart-Preis der Goethe-Stiftung Basel

## Werke

### Prosawerke
- Die Schicksalsdrift. Rohr, Zürich 1979
- Auf den Nagel geschrieben. Calatra, Lahnstein 1986
- Die dalmatinische Liebesnacht. Calatra, Lahnstein 1995
- Unser tägliches Brot und andere Erzählungen. Calatra, Lahnstein 1995

### Gedichtbände
- Die Trilogie Pan. 1934.
- Die Kelter des Herzens. Atlantis, Zürich 1943
- Schattenlos. Speer, Zürich 1947
- Gedichte aus allen Winden. Atlantis, Zürich 1956
- Glück in Glas. Atlantis, Zürich 1957
- Aber von Thymian duftet der Honig. Mit Zeichnungen von Hanny Fries. Atlantis, Zürich 1961
- Das himmlische Gelächter. Atlantis, Zürich 1962
- Im Gitter der Stunden. Tschudy, St. Gallen 1963
- Der Ochsenritt. Atlantis, Zürich 1967
- Nachricht von den Fischen. Atlantis, Zürich 1969
- Die Zungenwurzel ab. Privatdruck, Zürich 1971
- Eineckgedichte. Classen, Zürich 1974
- Das wachsende Gedicht. Mit Holzschnittem von Oskar Dalvit. Arcade-Presse, Zürich 1976
- Die Fülle des Verzichts. Calatra, Lahnstein 1991
- Die alltägliche Spiegelschrift. Selbstverlag, Zürich 1992
- Die Siebensilber. Gesammelte Gedichte. 3 Bände. Calatra, Lahnstein 1994
- Die unausdenkliche Spur. Begleitgedichte der Siebensilber. Calatra, Lahnstein 1995

### Essays/Sachbücher
- Rudolf Pannwitz. Darstellung seines Weltbildes. Ellermann, Hamburg 1937
- Vom Geist der grossen Buchstaben. Privatdruck, Halle 1937
- Bürgen des Menschlichen. Atlantis, Zürich 1945
- Die Phänomenologie des Lebens. Speer, Zürich 1951
- Kleine Schule des Redens und des Schweigens. Vineta, Basel 1951
- ABC vom Zürichsee. Mit Zeichnungen von Hanny Fries. Atlantis, Zürich 1956
- Elfenspur. 1958.
- Die schweizerische Flugwaffe im kalten Krieg der Interessen. LdU, Zürich 1958
- Phänomenologie des Raums. Speer, Zürich 1959
- Die goldene Flaute. Von der wortlosen Kunst des Segelns. Arche, Zürich 1959
- Die Botschaft der Sternstrassen. 1967.
- Zirkelschlag der Lyrik. Fretz & Wasmuth, Zürich 1967
- Der Zürcher Literaturschock. Bericht. Langen-Müller, München 1968
- Die Schicksalsrune in Orakel, Traum und Trance. Arben-Presse, Arbon 1969
- Signatur der Herrlichkeit. Die Natur im Gedicht. Atlantis, Zürich 1970
- Die Osterkirche. Klett, Stuttgart 1970
- Evolution der Lyrik. Klett, Stuttgart 1972
- Dichter und Droge. Benziger, Zürich 1973
- Die Zürcher Freitagsrunde. Beiträge zur Literaturgeschichte. Rohr, Zürich 1975
- Rudolf Pannwitz und Albert Verwey im Briefwechsel. Rohr, Zürich 1976
- Meine Alamannische Geschichte. 2 Bände. Rohr, Zürich 1976
- Baumeister der Unsichtbaren Kirche. Lessing – Adam Müller – Carus. Klett, Stuttgart 1977
- Schattenpfad. Frühe Erinnerungen, Rohr, Zürich 1978
- Die Farben der Pflanze. Klett, Stuttgart 1979
- Niemandsland der Dreißigerjahre. Erinnerungen, Band 2. Rohr, Zürich 1979
- Auf der Schwelle von Weltzeitaltern. Novalis, Schaffhausen 1981
- Vom sichtbaren Geist. Naturphilosophie. Klett-Cotta, Stuttgart 1984
- Zeugnisse zur Freitagsrunde. Rohr, Zürich 1984
- Ernst Jüngers Tagebuch des Jahrhunderts. Calatra, Lahnstein 1986
- Paracelsus und der Exodus der Elementargeister. Calatra, Lahnstein 1987
- Die Idee Europa. Propyläen, Frankfurt am Main 1988
- Erinnerungen an „Die Tat“ 1943–1971. Rohr, Zürich 1989
- Die johanneische Botschaft. Verwirrendes Rätsel – beglückendes Wunder. Calatra, Lahnstein 1989
- Die komplementären Lehren der transzendentalen Erkenntnistheorie und der erkenntniskonstituierenden Evolutionstheorie. Eine Anregung. Calatra, Lahnstein 1990
- Geleit durch meine Pansophie. Calatra, Lahnstein 1992
- Die Alge, die den Tod erfand. Naturkundliche Meditationen. Calatra, Lahnstein 1992
- Die Lebenslinie. Eine seltsame Biographie. Gut, Stäfa 1993
- Bürgen des Abendlandes. Neue Beiträge zur "Idee Europa". Calatra, Lahnstein 1993
- Das Hexeneinmaleins des Spiegels. Ein Essay. Calatra, Lahnstein 1997
- Mein Tao Tê King. Novalis, Schaffhausen 1999, ISBN 3-907160-59-2

### Als Herausgeber
- Rudolf Pannwitz: Lebenshilfe (mit Hans Trüb). Niehans, Zürich 1938
- Werke öffentlicher Kunst in Zürich. Atlantis, Zürich 1939
- Gedanken von Jean Paul. Atlantis, Zürich 1940
- Paracelsus. Seine Weltschau in Worten des Werkes. Atlantis, Zürich 1943
- Rudolf Pannwitz: Verschollene und Vergessene. Eine Auswahl mit Nachwort zum 100. Geburtstag. Steiner, Wiesbaden 1983
- Grosse Schweizer und Schweizerinnen. Hundert Porträts (mit Eduard Stäuble). Gut, Stäfa 1990, ISBN 3-85717-064-6